# Azulejos para Santiago
Azulejos para Santiago es el nombre de una obra del artista portugués Rogério Ribeiro, instalada en la estación Santa Lucía del Metro de Santiago en 1996.

## Historia
Como parte de los preparativos para la Exposición Internacional de 1998 que se desarrollaría en Lisboa, el metro de dicha ciudad decidió realizar intercambios culturales con otros ferrocarriles metropolitanos del mundo, donando obras de arte realizadas por artistas portugueses. Entre los artistas que crearon obras para otras estaciones fueron Júlio Pomar (Homenagem a Fernando Pessoa, estación Botanique, Bruselas, 1992), Manuel Cargaleiro (estación Champs-Élysées - Clemenceau, París, 1995), João Vieira (estación Deák Ferenc tér, Budapest, 1996), Teresa Magalhães (Sydney I y Sydney II, estación Martin Place, Sídney, 1996) y José de Guimarães (Civilización y cultura, estación Chabacano, Ciudad de México, 1996). La elección del Metro de Santiago como receptora de una de las obras se debió a que tanto el ferrocarril de la capital chilena como el de Lisboa se encontraban en plena época de expansión de sus redes.
La obra fue encargada al artista portugués Rogério Ribeiro, quien desarrolló los planos en Lisboa y durante la instalación de los azulejos en Santiago de Chile, que tardó 10 días, Ribeiro contó con la asistencia de su hija arquitecta, siendo finalmente inaugurada el 10 de noviembre de 1996 en una ceremonia que contó con la presencia del presidente de Portugal, Jorge Sampaio.

## Descripción
La obra, está compuesta principalmente por 44 000 azulejos en tonos blancos y azules de 14x14 cm sobre una superficie total de 600 m², repartida entre cuatro paneles principales y los diferentes muros de los andenes de la estación.
El eje principal de la obra son las epopeyas realizas por los navegantes portugueses y los conquistadores españoles en su paso por Chile. En el andén sur de la estación se representa el paso de Hernando de Magallanes por el estrecho que lleva su nombre, mientras que en el andén norte está representada la travesía de Pedro de Valdivia por el desierto del norte chileno junto con la fundación de la ciudad de Santiago.

### Galería

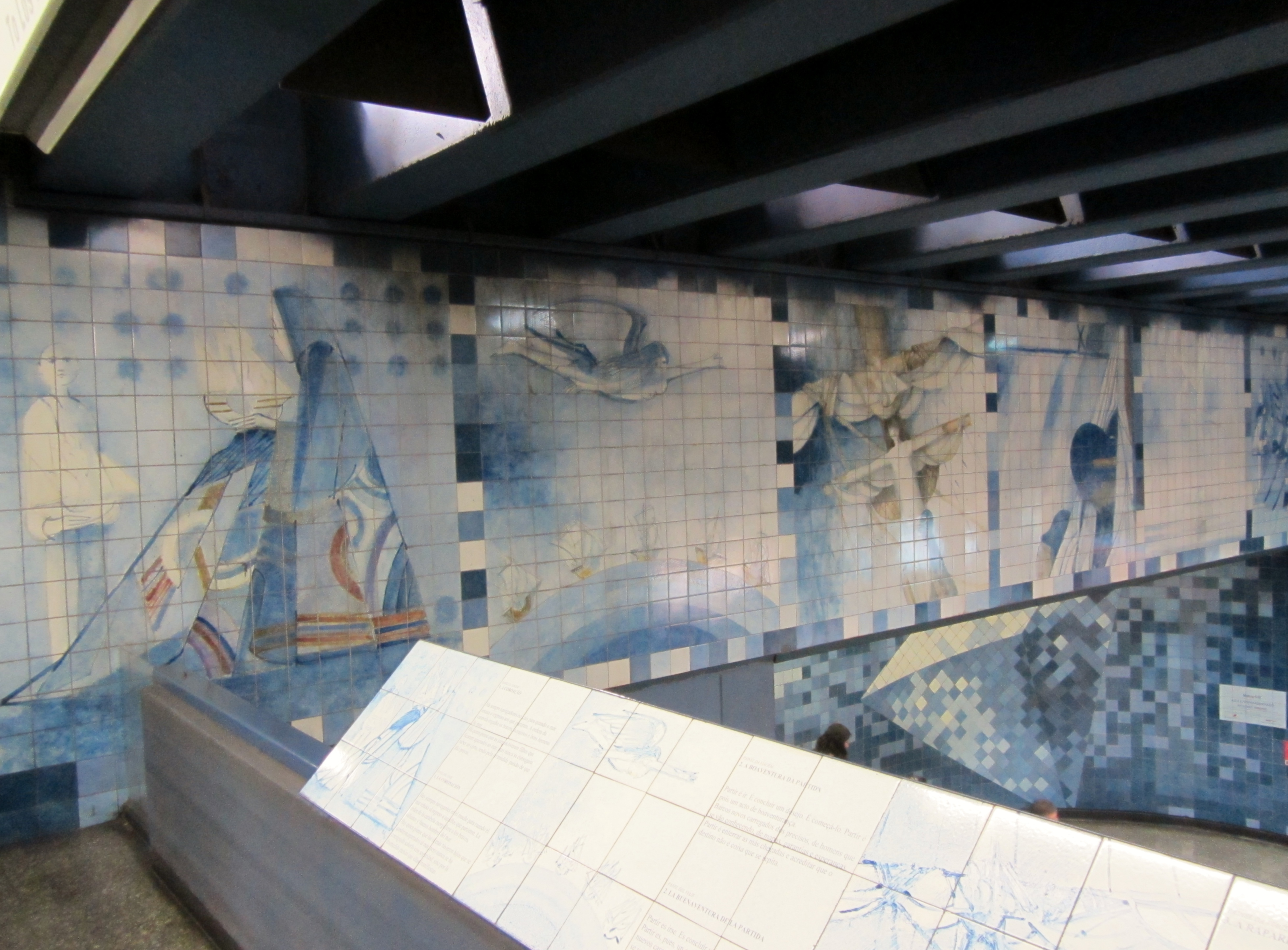
Vista parcial.
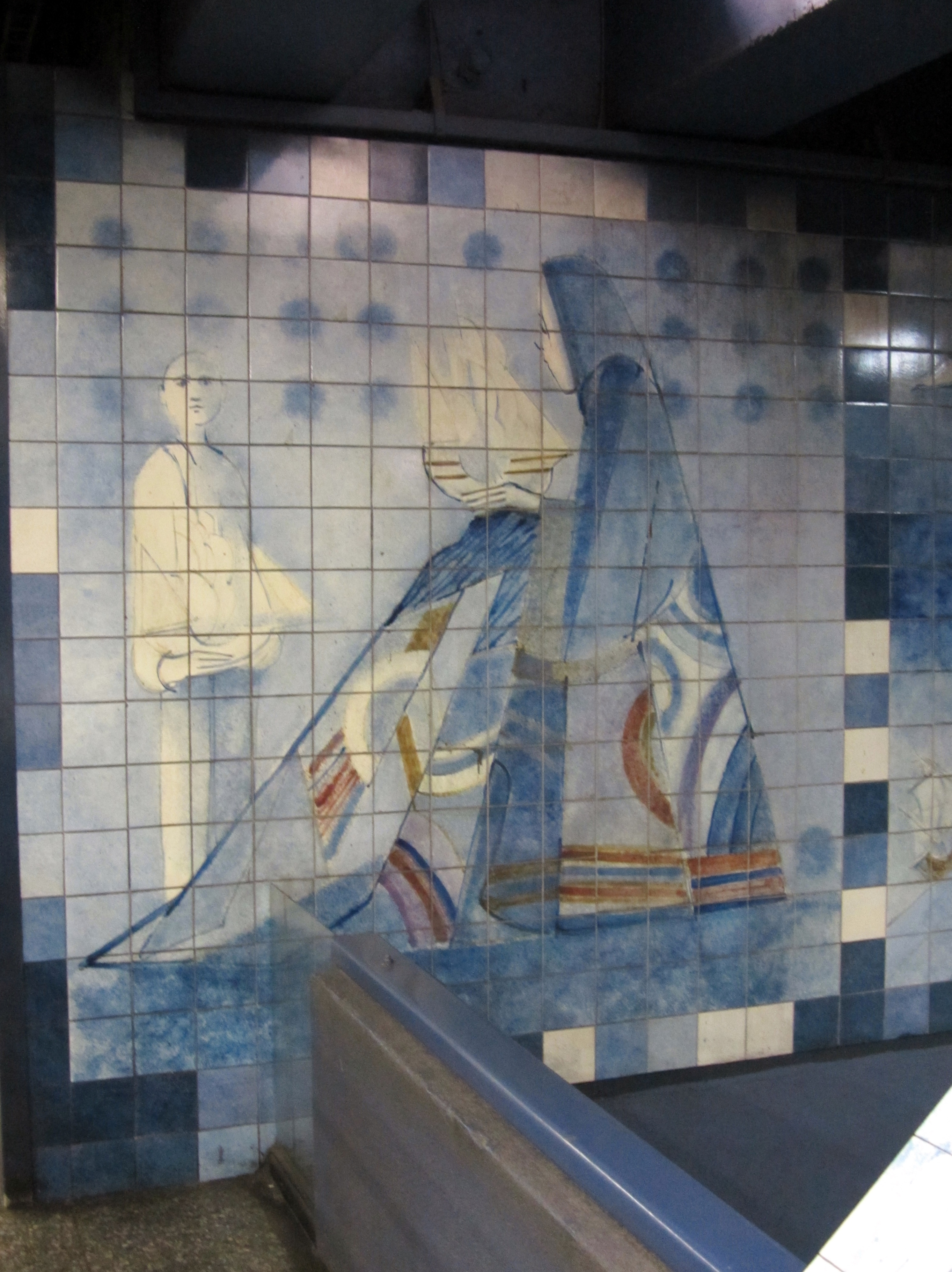
Detalle de un panel.
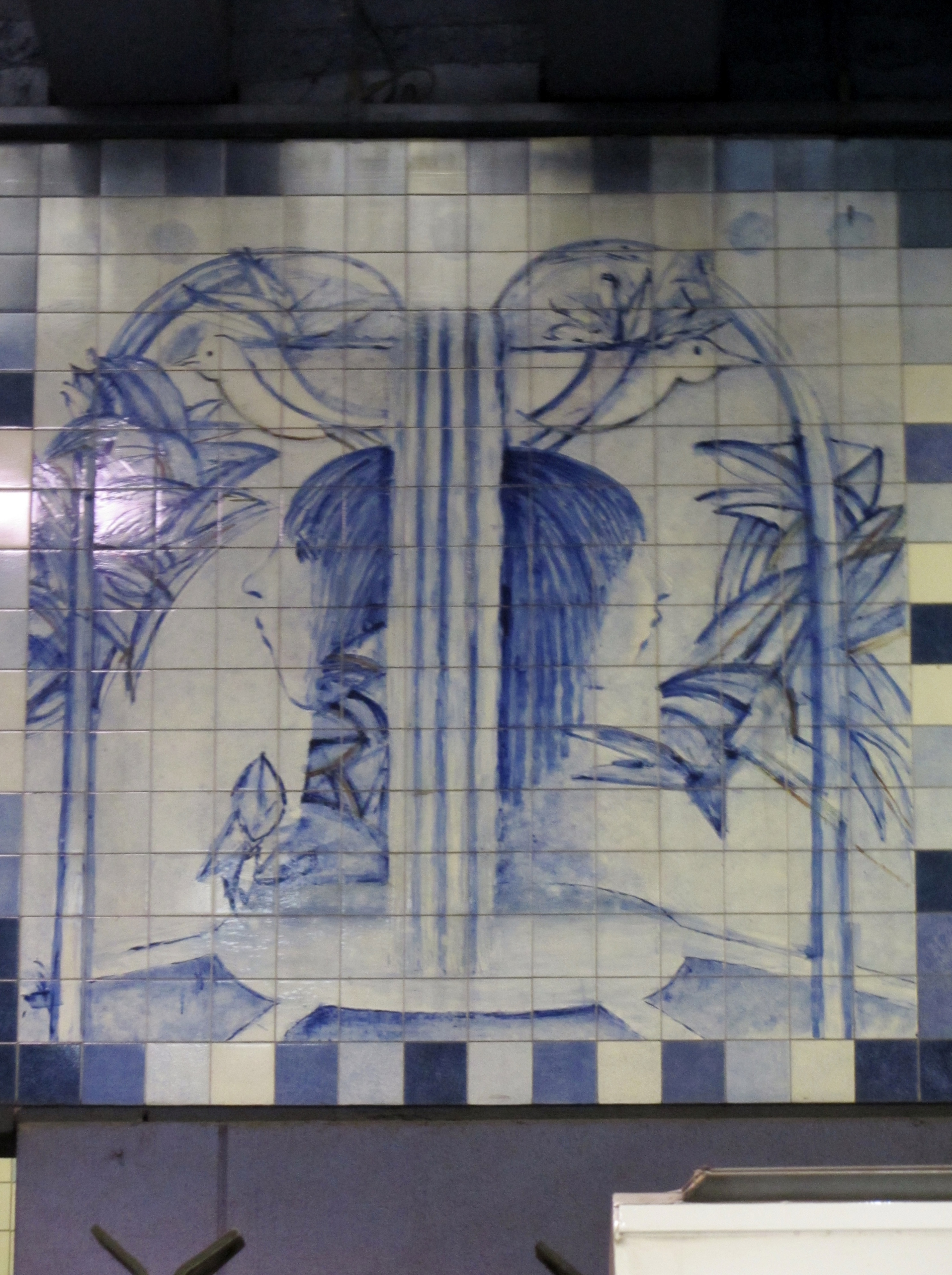
Detalle de un panel.
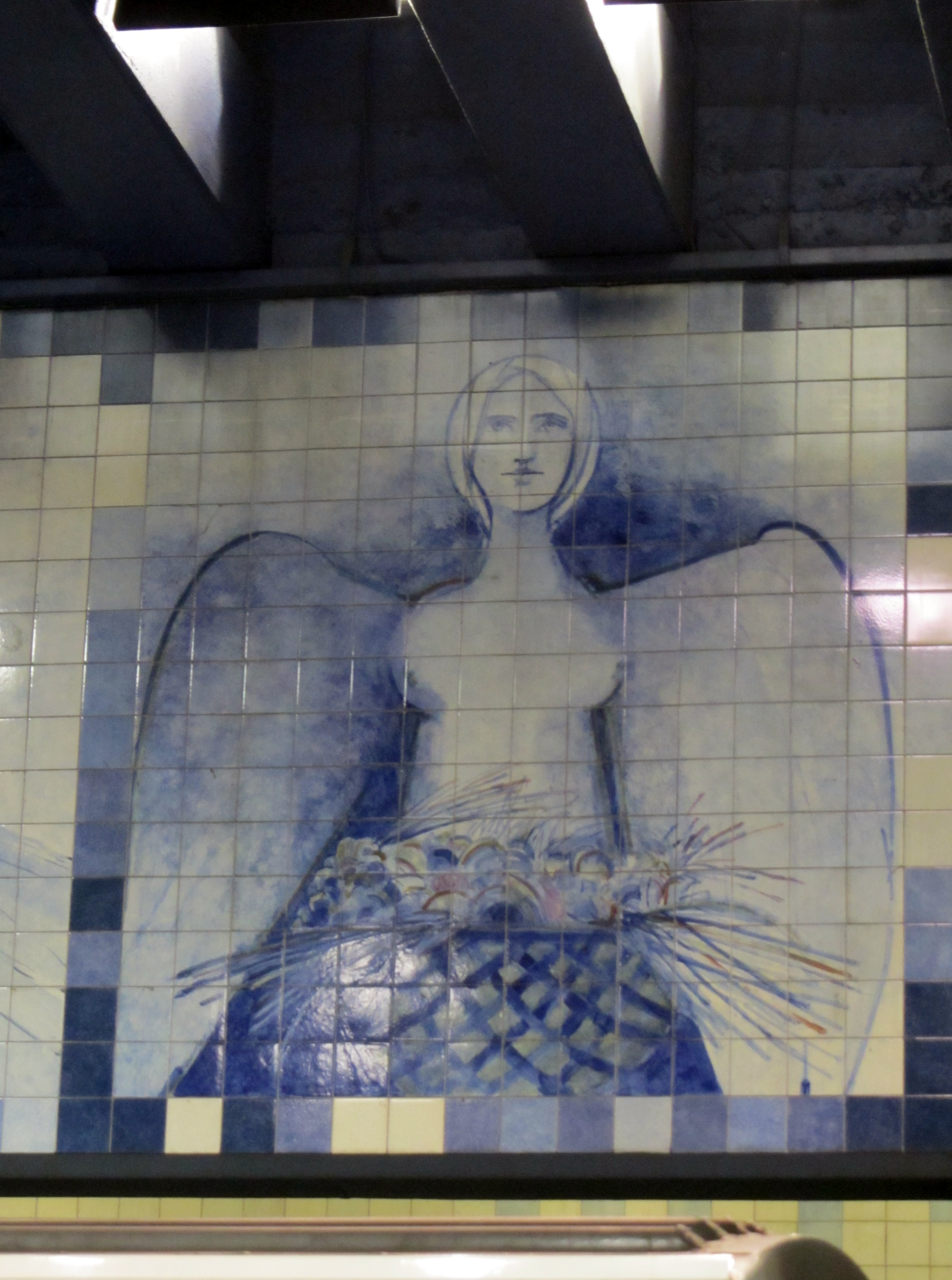
Detalle de un panel.
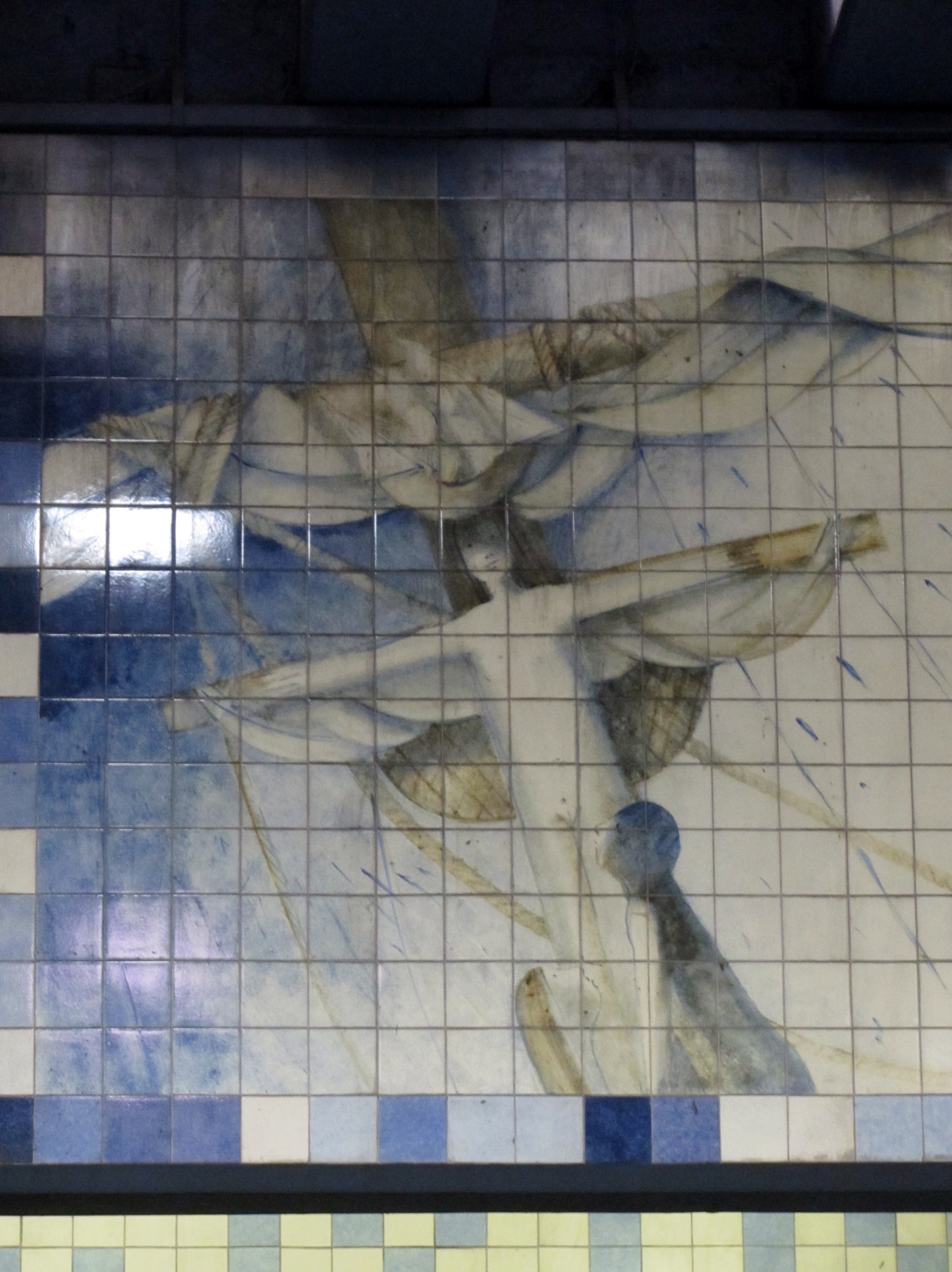
Detalle de un panel.